# Laurent Devalle
Laurent Devalle, né le 15 janvier 1892 à Monaco et mort le 22 juillet 1965 dans cette ville-État,, est un coureur cycliste monégasque. Professionnel de 1921 à 1924, il est le premier cycliste monégasque à avoir participé au Tour de France, et le seul à l'avoir terminé.

## Biographie
Actif dès le début des années 1910, Laurent Devalle se classe notamment cinquième de la course de côte Nice-La Turbie en 1913, sous les couleurs de l'Étoile de Monaco. La saison suivante, on le retrouve dans le top 10 de plusieurs courses secondaires dans le Sud-Est.
Il passe professionnel en 1921, l'année de ses 29 ans. Durant l'été, il participe à son premier Tour de France mais abandonne lors de la onzième étape, organisée sur un parcours montagneux entre Grenoble et Genève. Il tente de nouveau sa chance sur la Grande Boucle en 1922 et parvient cette fois-ci à terminer à la 35e place du classement général, sur 38 concurrents classés. En 1924, il se classe 55e de son troisième et dernier Tour. Seul son compatriote Albert Vigna représentera de nouveau les couleurs de Monaco sur la Grande Boucle en 1926.
Après sa carrière cycliste, il est naturalisé français en janvier 1949. Il meurt dans sa Principauté natale le 22 juillet 1965, à l'âge de 73 ans,.

## Résultats sur le Tour de France
3 participations
- 1921 : abandon (11e étape)
- 1922 : 35e
- 1924 : 55e